# رابرت مناس
رابرت مناس (انگلیسی: Robert Menasse; ۲۱ ژوئن ۱۹۵۴ – ) نویسنده اهل اتریش بود.
وی همچنین برندهٔ جوایزی همچون جایزه کتاب آلمان، جایزه فریدریش هولدرلین، و جایزه هاینریش مان شده‌است.